# Зидан, Джамель
Джамель Зидан (фр. Djamel Zidane; род. 28 апреля 1955, Алжир, Алжир) — алжирский футболист, играл на позиции нападающего.
Джамель Зидан принимал участие на двух чемпионатах мира: 1982 года в Испании и 1986 года в Мексике, на последнем он отличился в матче против сборной Северной Ирландии голом со штрафного удара. С знаменитым Зинедином Зиданом Джамель Зидан не имеет никаких родственных отношений.

## Достижения

### Со сборной Алжира
- Участник Чемпионатов мира: 1982 года в Испании и 1986 года в Мексике